# Ochetorhynchus ruficaudus
La bandurrita piquirrecta,  (Ochetorhynchus ruficaudus), es una especie de ave paseriforme perteneciente al género Ochetorhynchus de la familia Furnariidae, antes colocada en el género Upucerthia. Es nativa de la región andina del suroeste y sur de América del Sur.

## Nombres comunes
Se le denomina también bandurrita de pico recto (en Argentina y Perú), bandurrilla de pico recto (en Chile), bandurrita de cola roja, o de la puna (en Argentina), o pipo (en Chile).

## Distribución y hábitat
Se distribuye a lo largo de los Andes y adyacencias, desde el sur de Perú, por el suroeste de Bolivia, norte y centro de Chile y oeste de Argentina, hasta el sur, en la región andino - patagónica.
Esta especie es considerada localmente bastante común en su hábitat natural, las laderas rocosas y quebradas andinas entre los 2300 y 4300 m de altitud, es menos numerosa hacia el sur.

## Sistemática

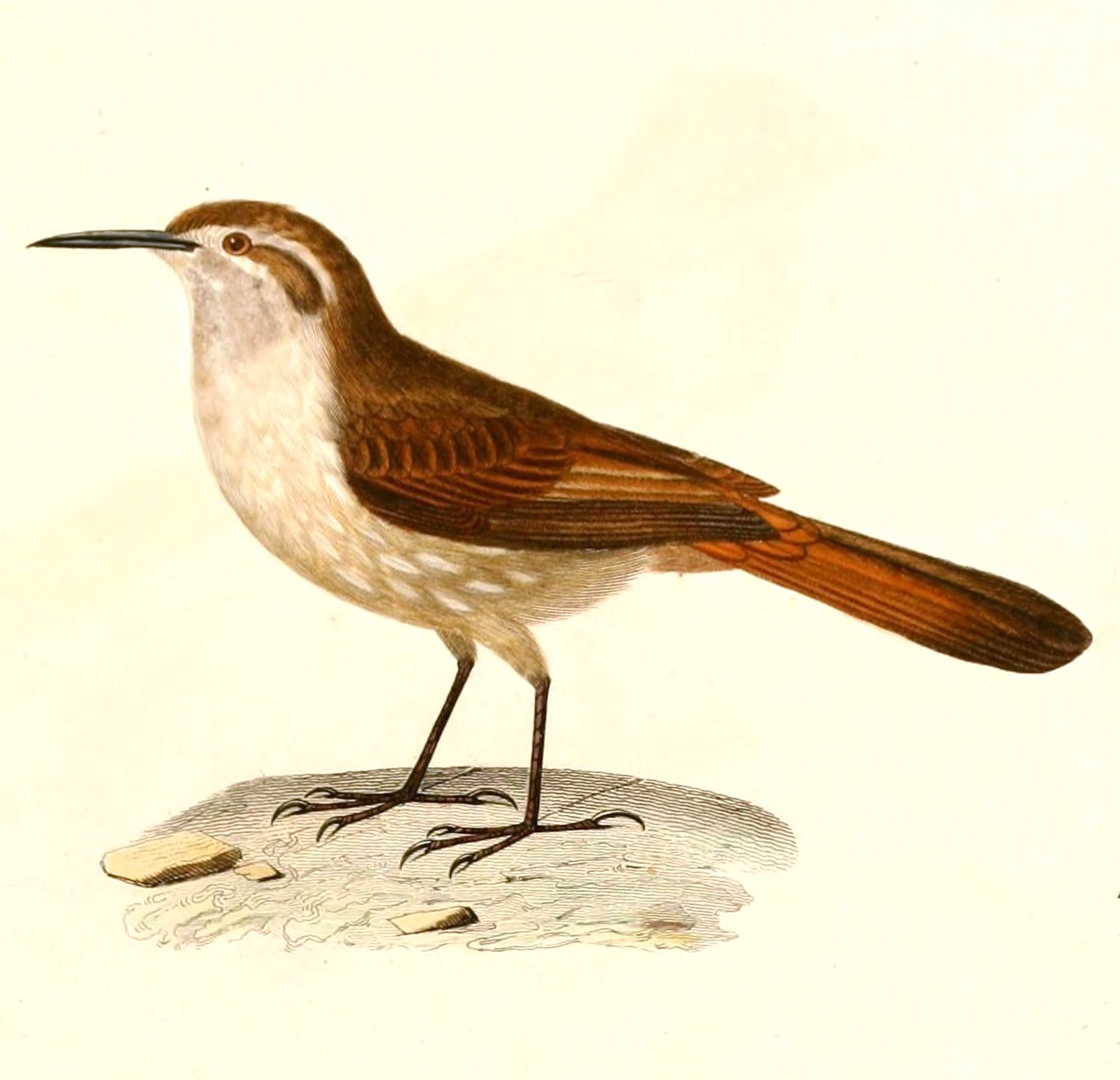
Ochetochynchus ruficaudus montanus, ilustración en d'Orbigny Voyage dans l'Amérique méridionale, 1847.

### Descripción original
La especie O. ruficaudus fue descrita por primera vez por el zoólogo alemán Franz Julius Ferdinand Meyen en 1834 bajo el mismo nombre científico; su localidad tipo es: «base del Volcán de Maipú, 3050 m, Santiago, Chile».

### Etimología
El nombre genérico masculino «Ochetorhynchus» deriva del griego «okhetos»: canal, conducto, surco; y «rhunkhos»: pico; significando «con surco en el pico»; y el nombre de la especie «ruficaudus», proviene del latín «rufus»: rufo, rojo  y «caudus»: cola; significando «de cola rufa».

### Taxonomía
La presente especie era anteriormente colocada en el género Upucerthia. Los estudios de  Chesser et al (2007) y Fjeldså et al (2007) encontraron que la especie entonces llamada Eremobius phoenicurus estaba hermanada con la presente, entonces llamada Upucerthia ruficaudus. Se recomendó la resurrección de Ochetorhynchus para ruficaudus (y andaecola) y que Eremobius y la entonces Chilia melanura fueran también incluidos. La Propuesta N° 324 al Comité de Clasificación de Sudamérica aprobó el restablecimento del género. Trabajos posteriores de Derryberry et al (2011) corroboraron los tratamientos taxonómicos expuestos.
La diferencia de coloración de la subespecie nominal entre los extremos norte y sur (más oscura y menos rojiza por abajo en el sur) pueden indicar tanto una fuerte variación clinal como, tal vez, una subespecie no descrita.

### Subespecies
Según la clasificación del Congreso Ornitológico Internacional (IOC) y Clements Checklist v.2018, se reconocen tres subespecies, con su correspondiente distribución geográfica:
- Ochetorhynchus ruficaudus montanus (d’Orbigny & Lafresnaye, 1838) – Andes del sur de Perú (Arequipa a Tacna), Bolivia (La Paz al sur hasta Potosí), norte de Chile (Tarapacá, y probablemente al este de Antofagasta) y norte de Argentina (Jujuy al sur hasta Catamarca).
- Ochetorhynchus ruficaudus famatinae (Nores, 1986) – noroeste de Argentina (Sierra de Famatina, en La Rioja).
- Ochetorhynchus ruficaudus ruficaudus Meyen, 1834 – Andes del oeste de Argentina (San Juan hacia el sur hasta el suroeste de Chubut y recientemente encontrada en el noroeste de Santa Cruz) y adyacente Chile (al sur hasta Santiago).